# Cacciatori di tesori
Cacciatori di tesori (American Digger) è stato un programma televisivo statunitense di genere documentaristico, presentato dal wrestler Frank Huguelet (alias Ric Savage) e dal suo team chiamato American Savage. Il programma è stato trasmesso negli USA sull'emittente televisiva Spike TV tra il 2012 e il 2013, mentre in Italia è andato in onda su DMAX.
Dopo la prima edizione, Spike TV ha rinnovato il programma per una seconda stagione, di tredici episodi, andata in onda sulla rete originale dal 30 gennaio 2013.

## Trama
In ogni episodio, la squadra visita vari luoghi alla ricerca di tesori e reperti sepolti in zone dove si svolsero battaglie e avvenimenti storici. Inizia tutto con Ric Savage che cerca di convincere i padroni dei terreni a dare loro la possibilità di scavare alla ricerca di tesori sepolti. Alla fine della ricerca, la squadra cerca di negoziare per vendere quello che ha trovato guadagnando molti soldi e dividendo il ricavato con il proprietario. In genere Ric dà al proprietario il 20% del guadagno totale.

## Personaggi
- Ric Savage: (Frank Huguelet/ Sylva, 5 giugno 1969) è il proprietario della American Savage, ex wrestler professionista, tratta con i proprietari dei terreni dove si svolgeranno le ricerche, dirige i lavori e scava. Ric Savage è doppiato da Simone Mori.
- Rita Savage: è la moglie di Ric e mamma di G e Nick. È l'addetta alla logistica della American Savage. Nella prima serie svolge solo il lavoro d'ufficio mentre nella seconda aiuta anche nelle ricerche.
- Giuseppe "G" Savage: è l'addetto alla strumentazione. Figlio maggiore di Ric e Rita e fratello di Nick, lavora sia nella prima che nella seconda serie.
- Nick Savage: è il novellino che si deve guadagnare un posto nella squadra. Figlio minore di Ric e Rita e fratello di G, entra nella squadra nella seconda serie.
- Bob "zio Bob" Buttafuso: è l'esperto di guerre e armi che nella prima serie lavora con Rue, Ric e G. Oltre a scavare ha il compito di identificare alcuni degli oggetti ritrovati negli scavi. Alla fine della prima serie dà le dimissioni per andare in pensione. Bob Buttafuso è doppiato da Mino Caprio.
- Rue Shumate: è l'esperto di ritrovamenti che nella prima serie lavora con Bob, Ric e G. Alla fine della serie dà le dimissioni.

## Controversie
Nel marzo 2012 il programma è stato criticato da Susan Gillespie, docente di antropologia all'università della Florida. L'opinione della professoressa, come lei stessa ha dichiarato in un'intervista telefonica, è che spettacoli di questo genere promuovano la distruzione e la vendita di oggetti che sono patrimonio culturale della nazione.